# Wolfgang Brenneisen
Wolfgang Brenneisen (* 5. Januar 1941 in Tilsit) ist ein deutscher Autor und bildender Künstler.

## Leben und Werk
Wolfgang Brenneisen wuchs in Oberschwaben auf. Er studierte Germanistik, Anglistik und Philosophie und schloss mit beiden Lehramtsexamina ab. Bis 2002 war er als Lehrer tätig. Er verbrachte ein Jahr in Großbritannien und beschäftigte sich ab 1970 mit bildender Kunst. 1974/75 war er Gaststudent an der Staatlichen Akademie der Bildenden Künste Stuttgart bei Rudolf Hoflehner. Als Künstler hatte er etliche Einzelausstellungen und zahlreiche Ausstellungsbeteiligungen im süddeutschen Raum.
Seit 1984 veröffentlichte Brenneisen zahlreiche Bücher, wobei das humoristisch-satirische Element oft im Vordergrund stand. Seine Werke erschienen u. a. bei Verlagen wie Rowohlt und W. Heyne. Brenneisen hat auch drei Lyrikbände, acht Kinderbücher, neun Hörspiele und ein Theaterstück verfasst. Ein weiterer erfolgreicher Schwerpunkt seiner Arbeit ist die Beschäftigung mit seiner Heimat Schwaben und der schwäbischen Mundart. Als Mitarbeiter renommierter deutscher Zeitungen verfasste der Autor ca. 240 Artikel, darunter acht Gedichtinterpretationen für die Frankfurter Anthologie von Marcel Reich-Ranicki in der FAZ.

## Bücher
Lyrik
- Von den Schauplätzen. Eric van der Wal 1985
- Da hörten wir Friedel Sturm jauchzen. Eremitenpresse 1986, ISBN 3-87365-223-4.
- Also, die Kohle stimmt. Maro 1988, ISBN 3-87512-083-3.

Satire & Unterhaltung (Auswahl)
- Die fünfzig schönsten ungeschriebenen Romane von Konrad Salik. Elefanten Press 1985, ISBN 3-88520-170-4.
- Survival in der Schule. W. Heyne 1988, ISBN 3-453-07686-9.
- Traumjobs für Ausgebuffte. Rowohlt 1989, ISBN 3-499-12526-9.
- Survival an der Uni. Heyne 1991, ISBN 3-453-04835-0.
- Das endgültige Tennis-Handbuch. Rowohlt 1992, ISBN 3-499-13022-X.
- Max und Moritz, die Story von zwei irren Fuzzis. W. Heyne 1994, ISBN 3-453-07559-5.
- Rächt-Schraip-Rephorm. Tomus 1996, ISBN 3-8231-0912-X.

Suebica (Auswahl)
- Oberschwaben, ein literarisches Mosaik. Silberburg-Verlag 1990, ISBN 3-925344-65-9.
- So schimpft dr Schwob. Tomus 1995, ISBN 3-8231-0338-5.
- Die Hochzeit in Steinhausen. Theiss 1995, ISBN 3-8062-1167-1.
- Das Dichterhäusle. Biberacher Verlagsdruckerei 2001, ISBN 3-933614-10-4.
- G’schimpft und g’lacht – übers Heiligsblechle. DRW 2003, ISBN 3-87181-533-0.
- Das Büchle vom Ruhestand. Silberburg-Verlag 2009, ISBN 978-3-87407-824-5.
- Das Urlaubsbüchle. Silberburg-Verlag 2010, ISBN 978-3-87407-882-5.
- Vom schwäbischen Vesper. Theiss 2010, ISBN 978-3-8062-2386-6.
- Heidanei – die 100 schönsten schwäbischen Wörter. Biberacher Verlagsdruckerei  2011, ISBN 978-3-933614-81-0.
- Mulle ond Bole. Im Katzenland zwischen Ulm und Biberach. Biberacher Verlagsdruckerei 2012, ISBN 978-3-933614-98-8.
- Mit Kehrwisch ond Kutterschaufel. Die Wahrheit über die schwäbische Kehrwoche. Biberacher Verlagsdruckerei 2014, ISBN 978-3-943391-50-3.

Kinderbücher (Auswahl)
- Vom Apfelaffen zum Zauberzebra. (Text: Brenneisen, Zeichnungen: Christoph Eschweiler), Thienemann 1993, ISBN 3-522-43153-7.
- Das fliegende Frühstücksei. Arena 1994, ISBN 3-401-04554-7.
- Die Kuh im Saloon. Ravensburger 1995, ISBN 3-473-34284-X.
- Die tollen Abenteuer des Barons von Münkhase. Arena 1996, ISBN 3-401-04621-7.

Hörspiele (Auswahl)
- Der Streit um des Esels Denkmal. 40 Min., SWR 2000.
- Das schwäbische Vesperstüble. 45 Min., SWR 2009.

Theaterstück
- Das Dichterhäusle. Aufgeführt in Biberach 2004.

## Ausstellungen (Auswahl)
Einzelausstellungen
- Kunstverein Ludwigsburg, 1974.
- Galerie Fath, Göppingen, 1975.
- Stadtbibliothek Heilbronn, 1976.
- Buchhandlung Niedlich, Stuttgart 1985.
- Galerie Martinus, Biberach, 1992.
- Kulturverein Süderbrarup 2015.
- Stadtbücherei Kappeln, 2016, 2017
- Stadtbücherei Eckernförde, 2016, 2017
- Literaturhaus Schleswig-Holstein, Kiel 2019
- Rathaus Flensburg, 2019

Ausstellungsbeteiligungen
- Württembergischer Kunstverein Stuttgart, 1972, 1973, 1974, 1975, 1983, 2008, 2010, 2011, 2013, 2014.
- Kulturzentrum Ludwigsburg, 1973.
- I. M. Atelier, Besigheim, 1973.
- Kunstverein Heilbronn (Künstlerbund Heilbronn), 1974, 1975.
- Kunstverein Ludwigsburg, 1974.
- TWS-Galerie, Stuttgart, 1974.
- Ostdeutsche Galerie Regensburg, 1976
- Kunsthalle Baden-Baden, 1976.
- Galerie Carlshöhe Eckernförde 2016/2017